# Waffenstillstand von Pläswitz

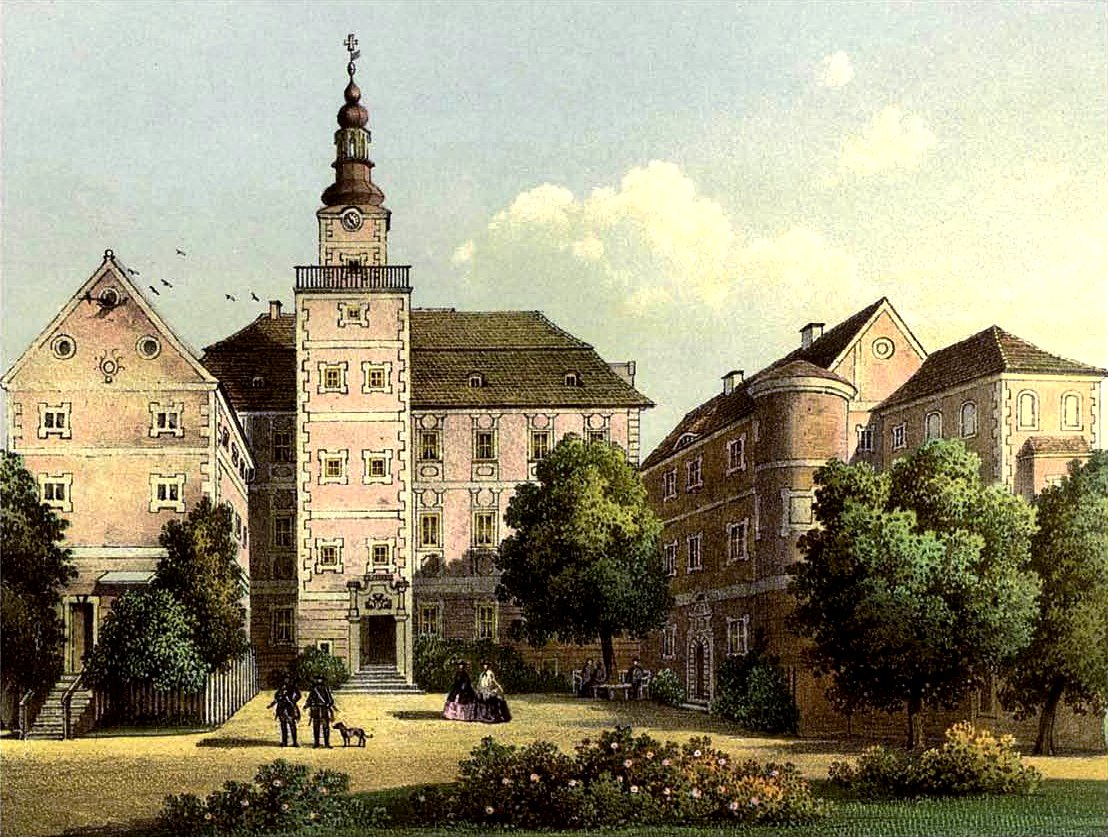
Schloss Pläswitz um 1860, Sammlung Alexander Duncker

Der Waffenstillstand von Pläswitz (auch Waffenstillstand von Poischwitz) wurde am 4. Juni 1813 zwischen den Truppen Napoleons und der Allianz aus Preußen und Russland im Rahmen der Befreiungskriege geschlossen. Namensgebend waren die in Schlesien gelegenen Ortschaften Pläswitz im Landkreis Striegau bzw. Poischwitz im Landkreis Jauer.

## Vorgeschichte
Beim Frühjahrsfeldzug hatte Napoleon unter anderem in den Schlachten von Großgörschen und Bautzen Erfolge erreicht. Deshalb mussten sich die Verbündeten von Sachsen nach Schlesien zurückziehen. Allerdings waren beide Schlachten auch für Napoleon verlustreich. In seiner Armee waren zahlreiche Soldaten durch Krankheiten ausgefallen, und seine Nachschublinien wurden ständig von Streifscharen bedroht. Beide Seiten waren daher zu einer Kampfpause bereit, um ihre Truppen reorganisieren zu können.

## Inhalt der Vereinbarung
Am 1. Juni vereinbarten beide Seiten in Pläswitz eine zunächst 36-stündige Waffenpause. Das Dorf wurde zu einer neutralen Zone erklärt, wo sich die Unterhändler beider Seiten treffen konnten. Für die Franzosen unterhandelte Armand de Caulaincourt, für Russland Pawel Andrejewitsch Schuwalow und für Preußen Friedrich von Kleist. Man einigte sich auf einen Waffenstillstand bis zum 20. Juli 1813. Später wurde die Frist bis zum 10. August verlängert. Es bestand eine sechstägige Kündigungsfrist.
Beide Seiten legten Demarkationslinien fest, hinter die sich ihre Truppen bis zum 12. Juni zurückziehen sollten. In Schlesien entstand zwischen den Armeen eine neutrale Pufferzone mit einer Breite von etwa 25 bis 30 Kilometern. Die Alliierten gaben Hamburg auf, Napoleon Breslau. Die Demarkationslinie reichte von der Oder durch Schlesien bis zur böhmischen Grenze. Auch die Oder selbst trennte beide Seiten voneinander. Ganz Sachsen, mit Anhalt-Dessau und verschiedene weitere Territorien sollten unter Kontrolle der Franzosen und ganz Preußen unter Kontrolle der Verbündeten stehen. Die preußischen Exklaven in Sachsen galten als neutral und durften von keiner Seite besetzt werden. Auch die Elbe war eine Linie zwischen den Fronten. Die eingeschlossenen französischen Garnisonen in den Festungen Danzig, Modlin, Zamość, Stettin und Küstrin sollten von den gegnerischen Truppen mit Nahrungsmitteln versorgt werden. Rund um die belagerten Städte wurden neutrale Zonen eingerichtet.

## Folgen
Beide Seiten nutzten die Zeit zu Rüstungen und zur Verstärkung ihrer Truppen. Gleichzeitig fanden diplomatische Bemühungen statt. In der Konvention von Reichenbach von 27. Juni 1813 versprach Metternich, dass Österreich auf Seiten der Alliierten in den Krieg eintreten werde, sollte Napoleon verschiedene Friedensbedingungen nicht erfüllen. Es kam zum gescheiterten Friedenskongress von Prag, der am 12. Juli begann. Nachdem Napoleon bis zum Ende des Waffenstillstandes ein Ultimatum Metternichs nicht beantwortet hatte, erklärte Österreich Frankreich den Krieg. Kurze Zeit nach Ablauf des Waffenstillstandes begannen die Kampfhandlungen wieder, die mit der Niederlage Napoleons in der Völkerschlacht von Leipzig endeten. Napoleon hat später den Waffenstillstand als den größten Fehler seines Lebens bezeichnet.